# Aurel Stein
Sir Marc Aurel Stein (Budapest, 26 novembre 1862 – Kabul, 26 ottobre 1943) è stato un archeologo britannico, nato come Stein Márk Aurél di nazionalità ungherese da famiglia ebrea.

## Biografia

### Origini
Nato in una famiglia ebraica ashkenazita di Budapest fortemente integrata nella società austro-ungarica, Aurel Stein fu battezzato come luterano, assieme al fratello Ernst Eduard, per aumentare le possibilità di integrazione e ascesa, mentre i genitori e le sorelle rimasero formalmente nell'ebraismo.

### Formazione
Dopo gli studi di greco e latino in una scuola cattolica, si specializzò a Dresda e Lipsia in sanscrito ottenendo a Tubinga il dottorato nel 1883. L'anno successivo si trasferì in Inghilterra dove curò le collezioni orientali a Oxford, Cambridge e Londra.

Nel 1887 si recò in India dove gli fu offerto il posto di direttore del Collegio Orientale di Lahore e quello di segretario all'Università del Punjab. Qui, grazie ai suoi viaggi nel Kashmir e nella valle dello Swat (assieme ad Alfred Foucher, esperto di arte buddhista del Gandhāra), cominciò ad appassionarsi del Buddhismo del Gandhāra e alle memorie di viaggio di Xuánzàng. 

Nel 1890 venne a conoscenza dell'esistenza di frammenti di opere buddhiste analoghe a quelle del Gandhāra provenienti dal Turkestan cinese. Trasferitosi a Calcutta nel 1898, col titolo di direttore della Madrassa di Calcutta, cominciò a studiare la fattibilità di una spedizione archeologica diretta alle oasi nel deserto cinese del Taklamakan.

### Spedizioni

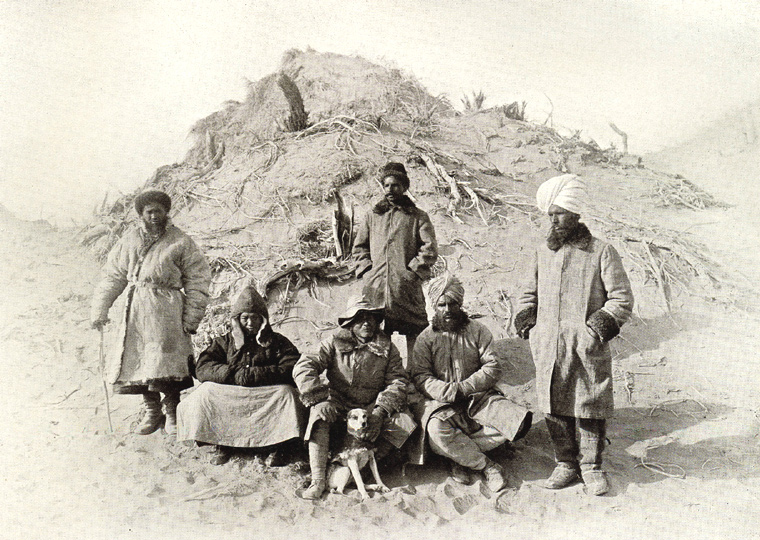
Foto di Aurel Stein con il suo cane Dash e gruppo di aiutanti nel bacino del Tarim

La sua fama deriva dalle celebri e avventurose spedizioni che compì nell'Asia centrale su incarico delle più prestigiose istituzioni britanniche e delle autorità dell'India britannica.

### 1900-1901
Nella prima spedizione 1900-1901 Aurel Stein passò dal Kashmir a Gilgit per poi intraprendere l'ascesa del Pamir, scalando il Muztagh Ata e di lì, da un valico oltre i 6.000 m. slm entrando nei territori cinesi ed arrivare alla missione diplomatica inglese a Kashgar. Dopo questa "marcia di avvicinamento" cominciò la spedizione vera e propria puntando su Yarkand e Khotan. Di lì cominciò gli scavi a Dandan-Uilik, città sepolta già scoperta fuggevolmente da Sven Hedin nel 1895. I ritrovamenti consistettero in bassorilievi, statue e affreschi di straordinaria importanza, testimoniando le influenze buddhiste del Gandhāra con gli influssi artistici persiani e cinesi. Quindi si recò a Níyǎ, 尼雅, dove, a 150 km dalla cittadina, trovò i resti di un insediamento del III secolo influenzato dall'arte ellenistica, tra cui spiccavano manufatti rappresentanti Eracle, Pallade Atena ed Eros. La spedizione si concluse con una marcia fino a Fergana, allora nell'Impero russo, e un rientro in Europa a bordo della ferrovia transcaspica.
A Londra ricevette un premio da parte della Royal Geographic Society e, nel 1904, la cittadinanza britannica da lui tanto ambita.

### 1906-1908

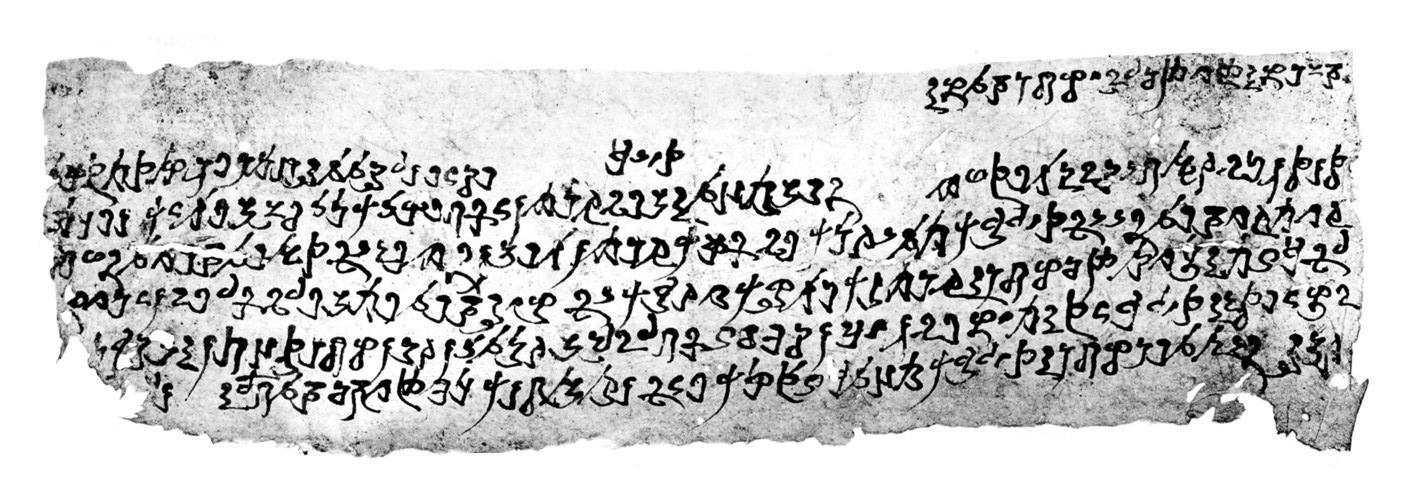
Documento in grafia kharoṣṭhī trovato da Aurel Stein a Loulan (L.A. VI ii 0234)

La seconda spedizione, 1906-1908, la più celebre della sua carriera, lo portò a raggiungere Kashgar dal Kashmir attraverso un diverso percorso: dallo Swat si diresse in Chitral ed entrò in Cina attraversando il Wakhan. Una volta a Kashgar, in cui il consolato britannico (noto come Chini Bag) permetteva di essere una sorta di base operativa e di informazioni, sia nei confronti delle autorità cinesi sia rispetto alle altre missioni di esplorazioni archeologiche, come quelle di Paul Pelliot, Stein si diresse verso i monti Kunlun. Da Ruoqiang si spostò a Loulan dove scavò con successo l'antico insediamento militare cinese: dalle lettere emerse dalle sabbie si ricostruì la vita in questa sperduta guarnigione che rimase tagliata fuori e priva di notizie dalla Cina, ignara persino che da decenni era caduta la dinastia Han.

Da lì Stein proseguì fino a Miran, in cui scoprì un forte tibetano risalente al periodo della dominazione tibetana sulla parte settentrionale della Via della seta, precedente all'introduzione del buddhismo in Tibet.

Ma il capolavoro di Stein fu raggiungere Dunhuang che, sebbene già visitata da precedenti esplorazioni europee, non aveva fornito ancora prove della sua importanza. Presso le locali grotte di Mogao Stein trovò centinaia di ambienti affrescati nel corso dei secoli dai pellegrini buddhisti, di incredibile valore storico e archeologico, datati per la maggior parte alla dinastia Tang. Colà Stein fu in grado di vincere la ritrosia di Wáng Yuánlù (anche grazie alla comune conoscenza di Xuánzàng e del suo Dà Táng Xīyù Jì), un eremita taoista che si era autoproclamato custode e, dietro pagamento, riuscì ad accedere alla grotta e a farsi vendere (necessaria referenza; fonti locali affermano che Stein rubo' sia i manoscritti che i dipinti, particolare molto importante che i cinesi non hanno dimenticato facendo di lui non quindi un esploratore filantropo, ma un semplice ladro che si è arricchito rubando preziosi reperti storici) circa 7.000 rotoli di manoscritti e dipinti, sia in seta che di carta, rimasti intatti per secoli dietro a un muro. Tra questi il celebre Sutra del Diamante, oggi alla British Library, risultato essere il più antico testo a stampa datato e integro, pubblicato nell'868.

Quindi Stein prese la via del ritorno, passando per Kucha, Aksu, Leh (dove si fece amputare le dita congelate di un piede) ed arrivando infine a Lahore, dove ricevette un'accoglienza entusiastica. Tornò trionfalmente in Europa, dove rimase per due anni.

### 1913-1915
La terza spedizione, 1913-1915, partì sempre dal Kashmir, attraversò Chilas e Tashkurgan per raggiungere Kashgar. Quindi Stein si diresse lungo l'antica via meridionale del Taklamakan in direzione del Lop Nor e giunse nuovamente a Miran e Loulan, ancora intatte da come le aveva lasciate anni prima. Retrocedendo lungo la via settentrionale ritornò a Dunhuang, dove recuperò altri manoscritti e stampe da Wáng Yuánlù e si diresse quindi alla città nera, Khara-Khoto, già scoperta nel 1908 da Pyotr Kuzmich Kozlov. Da lì si diresse per ulteriori esplorazioni a Turfan e tornare a Kashgar nel 1915. A causa dello scoppio della prima guerra mondiale e dell'alleanza anglo-russa poté procedere nella valle di Alaj, giacché il Pamir era stato devastato da un terremoto, e di lì scendere verso Samarcanda, Bukhara e quindi nella persiana Mashhad. Una volta nel Sistan a Koh-i-Kwaja scoprì i resti di un monastero buddhista di epoca sasanide. Tornò in Gran Bretagna nel 1916.

In seguito a studi di arabo dedicò gli anni '20 a esplorazioni archeologiche nel Medio Oriente e in India.

### 1930
La quarta spedizione, del 1930, fu l'unica di cui Stein non scrisse alcun testo in quanto si rivelò molto deludente. Sovvenzionata dagli Stati Uniti sarebbe dovuta partire da Nanchino per raggiungere Kashgar. Ma a causa delle difficoltà frapposte dalle autorità cinesi - i tempi erano cambiati rispetto ai primi anni del secolo - Stein decise di imbarcarsi da Shanghai e raggiungere Kashgar dall'India attraversando Gilgit. Quindi esplorò Qarqan, Keriya e Khotan. Preso per una spia dalle autorità cinesi dovette abbandonare l'impresa e ogni esplorazione in Cina.

Per il resto degli anni '30 Stein si occupò di esplorazioni archeologiche in Iran e Iraq.

Nel 1940 sorvolò in aereo il Nanga Parbat. Nel 1941 esplorò l'area del passo del Khyber e del Badakhshan. Gli ultimi anni lo videro vivere prevalentemente a Gulmarg assieme al suo cane Dash (diede sempre lo stesso nome a tutti i cani che di volta in volta gli furono compagni di avventure).

Morì a Kabul e fu sepolto con rito anglicano nel cimitero internazionale.

## Pubblicazioni
- 1898. Detailed Report on an Archaeological Tour with the Buner Field Force, Lahore, Punjab Government Press.
- 1900. Kalhaṇa's Rājataraṅgiṇī – A Chronicle of the Kings of Kaśmīr, 2 vols. London, A. Constable & Co. Ltd. Reprint, Delhi, Motilal Banarsidass, 1979.
- 1904 Sand-Buried Ruins of Khotan, London, Hurst and Blackett, Ltd. Reprint Asian Educational Services, New Delhi, Madras, 2000
- 1905. Report of Archaeological Survey Work in the North-West Frontier Province and Baluchistan, Peshawar, Government Press, N.W. Frontier Province.
- 1907. Ancient Khotan: Detailed report of archaeological explorations in Chinese Turkestan, 2 vols. Clarendon Press. Oxford.[1]
- 1912. Ruins of Desert Cathay: Personal Narrative of Explorations in Central Asia and Westernmost China, 2 vols. London, Macmillan & Co. Reprint: Delhi. Low Price Publications. 1990.
- 1921a. Serindia: Detailed report of explorations in Central Asia and westernmost China, 5 vols. London & Oxford, Clarendon Press. Reprint: Delhi. Motilal Banarsidass. 1980.[1]
- The Thousand Buddhas: ancient Buddhist paintings from the cave-temples of Tung-huang on the western frontier of China.[1]
- 1921b “A Chinese expedition across the Pamirs and Hindukush, A.D. 747.” Indian Antiquary 1923.[2]
- 1928. Innermost Asia: Detailed Report of Explorations in Central Asia, Kan-su and Eastern Iran, 5 vols. Oxford, Clarendon Press. Reprint: New Delhi. Cosmo Publications. 1981.[1]
- 1929. On Alexander's Track to the Indus: Personal Narrative of Explorations on the North-West Frontier of India. London, Macmillan & Co. Reprint: New York, Benjamin Blom, 1972.
- 1932 On Ancient Central Asian Tracks: Brief Narrative of Three Expeditions in Innermost Asia and Northwestern China. Reprinted with Introduction by Jeannette Mirsky. Book Faith India, Delhi. 1999.
- 1940 Old Routes of Western Iran: Narrative of an Archaeological Journey Carried out and Recorded, MacMillan and co., limited. St. Martin's Street, London.
- 1944. "Archaeological Notes from the Hindukush Region". J.R.A.S., pp. 1–24 + fold-out.